# Причина смерті (фільм)
Причина смерті (англ. Cause of Death) — канадський трилер.

## Сюжет
Двоюрідний брат мера знайдений мертвим. У вбивстві підозрюють дружину мера, мотив злочину — спроба заволодіти величезною сумою страховки. Однак помічник прокурора Тейлор Льюїс в цьому зовсім не впевнений. Він повинен за будь-яку ціну докопатися до правди, незважаючи на те, що сліди ведуть у високі кабінети мерії, і місцева мафія оголосила йому війну.

## У ролях
- Патрік Бергін — Тейлор Льюїс
- Максім Рой — Міссі Болдуін
- Джоан Северанс — Анжела Картер
- Майкл Айронсайд — Джонас Файфер
- Юджин Кларк — детектив Кармін Де Лука
- Едвард Янкі — Шон Маллой
- Власта Врана — Аль Бейлі
- Майкл Раддер — Клайв Джонсон
- Ларрі Дей — Люк Картер
- Кес Анвар — Леонард Шек
- Джон Данн-Гілл — Доменіко Вітторіо
- Дін Хагопіан — Макс Фармер
- Жанін Теріо — Катерина Бікс-Ахмед
- Гаррі Стандджофскі — доктор Ерл Ваксман
- Девід Шарп — Мо Фріткін
- Роберт Брюстер — Бен Стайлс
- Гейл Гарфінкл — місіс Гейгер
- Аманда Строун — суддя Блекберн
- Марк Ентоні Крупа — Менні МакМанус
- Джоенна Нойес — Віра Саммерс
- Анді Бредшоу — бандит 1
- Девід Рігбі — таксист
- Анастасія Цар — Клеребел Донофріо
- Бі Мартін Сейдж — поліцейський
- Джон Волш — викидайло
- Менон Гарві — реєстратор (в титрах не вказана)
- Джоханна Марі Морассе — член журі (в титрах не вказана)